# Теллурид магния
Теллурид магния — бинарное неорганическое соединение
магния и теллура с формулой MgTe,
бесцветные (белые) кристаллы,
реагирует с водой.

## Получение
- Нагревание стехиометрических количеств чистых веществ в токе водорода:

{\displaystyle {\mathsf {Mg+Te\ {\xrightarrow {T}}\ MgTe}}}

## Физические свойства
Теллурид магния образует бесцветные (белые) кристаллы
гексагональной сингонии,
пространственная группа P 63mc,
параметры ячейки a = 0,453 нм, c = 0,738 нм, Z = 2.

## Химические свойства
- Реагирует с влагой из воздуха:

{\displaystyle {\mathsf {MgTe+2H_{2}O\ {\xrightarrow {}}\ Mg(OH)_{2}+H_{2}Te}}}
образующийся теллуроводород окисляется, образуя налёт чёрного теллура:
{\displaystyle {\mathsf {2H_{2}Te+O_{2}\ {\xrightarrow {}}\ 2Te+H_{2}O}}}